# Transport des chevaux au Moyen Âge
Le transport des chevaux au Moyen Âge s'effectue par bateau, moyen de transport efficace pour les chevaux sur de longues distances, que ce soit pour la guerre ou d'autres raisons. Ces transports par bateau sont référencés à partir du haut Moyen Âge, en terres celtiques, germaniques et méditerranéennes.

## Transport de chevaux pour le commerce
Le développement et le renforcement des transports de chevaux pour l'usage de guerre signifie qu'il reste facile de transférer des chevaux d'élevage en temps de paix. Après la conquête réussie de l'Angleterre par Guillaume le Conquérant, des chevaux ont continué à être transportés depuis la Normandie à des fins de reproduction, entraînant l'amélioration de la race chevaline anglaise.  
Pendant la guerre de Cent Ans, le gouvernement anglais interdit l'exportation de chevaux en temps de crise.

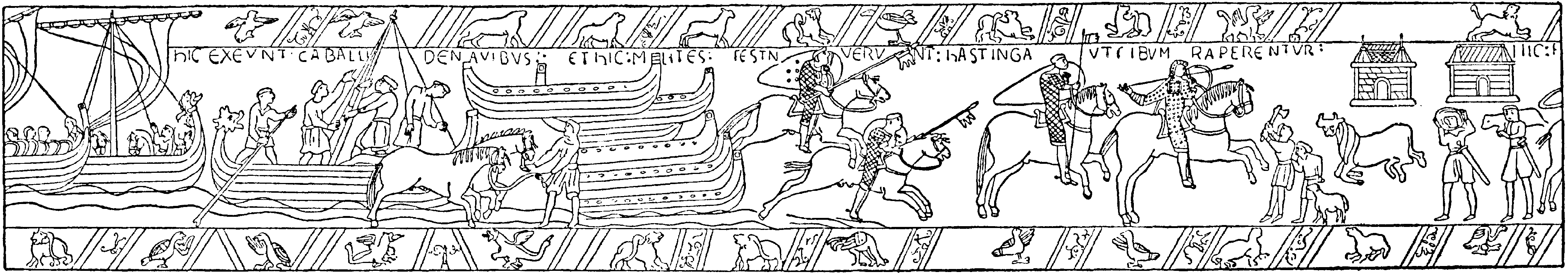
Cette partie de la tapisserie de Bayeux montre les chevaux débarqués des bateaux de Guillaume le Conquérant pendant la conquête normande de l'Angleterre en 1066. Il a transporté plus de 2000 chevaux à travers la Manche.